# Spitzhacke (Kassel)

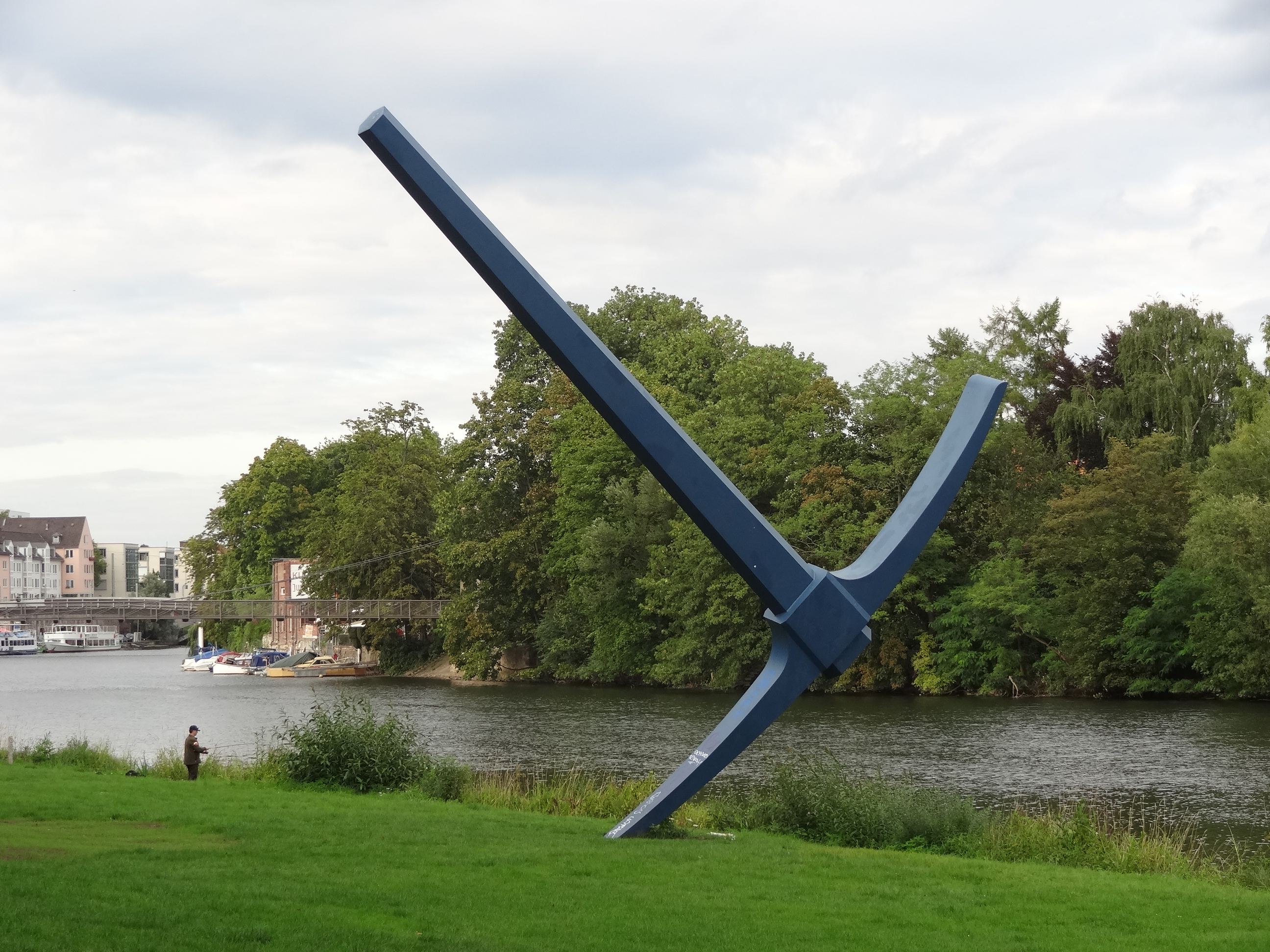
Skulptur Spitzhacke, documenta 7

Die Spitzhacke ist eine Stahl-Plastik des schwedisch-amerikanischen Pop-Art-Künstler Claes Oldenburg in Kassel auf dem Hiroshima-Ufer am Auedamm an der Fulda, die einen Pickel darstellt.
Die überdimensionale 12,25 m hohe Spitzhacke ist der documenta 7 Beitrag Claes Oldenburgs von 1982. Claes Oldenburg ließ sich von einer Spitzhacke inspirieren, die in einem Erdhaufen hinter der Orangerie steckte. In seinen Skulpturen verfremdet der Künstler Alltagsgegenstände, indem er mit vertrauten Maßstäben oder Werkstoffen künstlerisch spielt. Er verkehrt sie ins Gegenteilige und Überraschende. Oldenburg wurde bei den Vorbereitungen zur documenta 7 die Bedeutung der Wilhelmshöher Allee im Kasseler Stadtbild als Vollendung eines absolutistischen Entwurfs bewusst. Sie verbindet seit der zweiten Hälfte des 18. Jahrhunderts den kupfernen Herkules auf dem Bergrücken des Habichtswalds mit der Stadt Kassel. Gedanklich verlängerte Oldenburg die Wurfparabel des werfenden Herkules über den Brüder-Grimm-Platz hinaus, über den Rosenhang und die Hessenkampfbahn zum Fuldaufer. Die Spitzhacke steckt schräg in der Wiese am Fuldaufer.
Mit der Spitzhacke erinnert Oldenburg an die Geschichte des Wiederaufbaus Kassels nach dem Zweiten Weltkrieg. Am Rosenhang wurden die nicht mehr zu verwertenden Trümmer aufgeschichtet, die mit Spitzhacken bearbeitet wurden.
Da der antike Held Herkules eine ordinäre Spitzhacke schleudert, verleiht Oldenburg dem Kunstwerk eine ironische Note. Die Spitzhacke befindet sich nicht im physikalischen Gleichgewicht, sondern könnte instabil werden. Oldenburg schafft dadurch eine räumliche Spannung, insbesondere durch ihre Neigung und Spreizung nach vorn und zur Seite.